# Tiocfaidh ár lá
Tiocfaidh ár lá (pronuncia IPA ˈtʲʊki aːɾˠ ˈl̪ˠaː) è una frase in gaelico che significa "Verrà il nostro giorno", riferendosi al giorno in cui l'Irlanda sarà nuovamente unita e libera dall'ingerenza britannica. È diventato lo slogan non ufficiale del movimento repubblicano irlandese, utilizzato spesso dalla Provisional Irish Republican Army.
La frase è stata per la prima volta pronunciata da Bobby Sands, membro della PIRA che fu il primo di dieci detenuti repubblicani a morire durante lo sciopero della fame del 1981 nel Carcere di Maze, nella località di Long Kesh.

## Chucky
Chi supporta il movimento repubblicano irlandese è gergalmente chiamato Chucky o Chuck , trascrizione della pronuncia di Tiocfaidh in inglese.

## Varianti
Una versione modificata del motto è Beidh ár lá linn (pronuncia [bʲɛj aːɾˠ ˈɫ̪aː lʲɪnʲ]), traducibile in Avremo i nostri giorni.